# Thomas Manners-Sutton
Thomas Manners-Sutton (24 février 1756 - 31 mai 1842) est un avocat et homme politique britannique ayant exercé les fonctions de Lord Chancelier d'Irlande de 1807 à 1827.

## Biographie
Il est le sixième fils de Lord George Manners-Sutton, troisième fils de John Manners (3e duc de Rutland). Son frère aîné, Mgr Charles Manners-Sutton est archevêque de Cantorbéry de 1805 à 1828 et père de Charles Manners-Sutton (1er vicomte Canterbury), président de la Chambre des communes de 1817 à 1834. Son père a pris le nom additionnel de Sutton en héritant des biens de son grand-père maternel Robert Sutton (2e baron Lexinton). Il fait ses études à Charterhouse et à Emmanuel College à Cambridge et est admis au barreau du Lincoln's Inn en 1780 .

## Carrière
Il est élu député de Newark en 1796, poste qu'il occupe jusqu'en 1805, et occupe les fonctions de solliciteur général de Henry Addington de 1802 à 1805. De 1800 à 1802, il est solliciteur général du prince de Galles (futur roi George IV).
En 1805, il devient baron de l'échiquier et il reste jusqu'en 1807. La dernière année, il est admis au Conseil privé, élevé au rang de baron Manners de Foston dans le comté de Lincoln et nommé Lord Chancelier d'Irlande, poste qu'il occupe jusqu'en 1827. Protestant convaincu, Lord Manners est un opposant à l'Émancipation des catholiques et plaide contre le Catholic Relief Act de 1829 à la Chambre des lords. Son ignorance des conditions irlandaises l’a amené à s’appuyer fortement sur le procureur général de l’Irlande, William Saurin (magistrat), qui a ainsi acquis un pouvoir sans précédent et a pratiquement contrôlé l’administration de Dublin jusqu’à sa destitution en 1822.
Opposé à l'émancipation, Manners, comme juge n'a montré aucun parti pris contre les catholiques. Il rend une décision historique dans le cas de Walsh en 1823, disant qu'en Irlande, par opposition à l'Angleterre, un legs pour des messes pour l'âme de testateurs est valable. Le nombre croissant d'avocats catholiques (même Daniel O'Connell, qui avait une faible opinion de la plupart des juges) a également rendu hommage à son impartialité.

## Famille
Lord Manners épouse en premières noces Anne Copley, fille de Sir Joseph Copley, 1er baronnet de Sprotborough, en 1803. Ils n'ont pas d'enfants. Après la mort de sa femme en 1814, il épouse en secondes noces l'honorable Jane Butler, fille de James Butler, 9e baron Cahir. Ils ont un fils, John Manners-Sutton. Lord Manners décède en mai 1842, à l'âge de 86 ans. Son fils unique, John, lui succède dans la baronnie.